# Conti di Asti (età altomedievale)
Di seguito l'elenco della successione dei conti e visconti della contea di Asti (776-1095)
| Successione dei conti e visconti della contea di Asti (776-1095) |                       |                       |                       |                  |                                              |                                                                                            |                      |
| Inizio reggenza                                                  | Fine reggenza         | conte                 | visconte              | vescovo          | sovrano                                      | note                                                                                       |                      |
| 776                                                              | 789                   | Enrico o Irico        | -                     | Evasino          | Carlo Magno                                  | -                                                                                          |                      |
| 790                                                              | 880                   | nessuna notizia certa | nessuna notizia certa | Egidolfo         | Carlo il Calvo                               | -                                                                                          |                      |
| 880                                                              | 887                   | Suppone               | Baterico              | Ilduino          | Carlo il Calvo                               | -                                                                                          |                      |
| 887                                                              | 889                   | Oldorico              | -                     | Giuseppe         | Carlo il Grosso                              | -                                                                                          |                      |
| nessuna notizia certa                                            | nessuna notizia certa | nessuna notizia certa | nessuna notizia certa | Staurace         | Ludovico il Cieco                            | -                                                                                          |                      |
| -                                                                | 903                   | Anscario II           | Rotbertus             | Eilolfo          | Berengario del Friuli                        | La contea viene inglobata nella Marca d'Ivrea                                              |                      |
| 903                                                              | 924                   | Anscario II           | Autberto              | Audace (vescovo) | Rodolfo di Francia                           | nel 924 donazione del Castelvecchio ad Autberto                                            |                      |
| 924                                                              | 936                   | Autberto              | -                     | Audace (vescovo) | re Ugo e Lotario ed in seguito Berengario II | permane la dominazione degli Anscarici                                                     |                      |
| -                                                                | -                     | -                     | -                     | Bruningo         | Guido II di Spoleto                          | nel 936 donazione del Castelvecchio a Bruningo                                             |                      |
| 940                                                              | X secolo              | Uberto di Orsengo     | Bernardus             | Bruningo         | Lotario II d'Italia                          | -                                                                                          |                      |
| -                                                                | -                     | -                     | -                     | Rozone           | Ottone I                                     | -                                                                                          |                      |
| -                                                                | -                     | Arduino il Glabro     | nessuno               | Pietro           | Ottone II ed in seguito Ottone III           | La contea passa sotto la marca Arduinica (1015)                                            |                      |
| 1024                                                             | 1034                  | Olderico Manfredi     | nessuno               | Alrico           | Corrado II il Salico                         | -                                                                                          |                      |
| -                                                                | -                     | -                     | -                     | Oberto           | Corrado II il Salico                         | Corrado II il Salico                                                                       | Corrado II il Salico |
| -                                                                | -                     | -                     | -                     | Pietro II        | Enrico III                                   | Enrico III                                                                                 | Enrico III           |
| -                                                                | -                     | -                     | -                     | Girelmo          | Enrico IV                                    | Enrico IV                                                                                  | Enrico IV            |
| 1070                                                             | 1091                  | Adelaide di Susa      | nessuno               | Ingone           | Enrico IV                                    | La città di Asti viene incendiata due volte ad opera della marchesa Adelaide (1070 e 1091) |                      |
| 1091                                                             | 1095                  | Vescovo Oddone III    | -                     | -                | Enrico IV                                    | concessione nel 1095 del castello di Annone alla città di Asti e nascita del Comune        |                      |